# Magomed Ibragimov (volnostylař, 1983)
Magomed Ibragimov (rusky Магомед Ибрагимов), nebo (uzbecky Magamed Ibragimov), (* 18. srpna 1983 v Gunuchu, Sovětský svaz) je bývalý ruský zápasník volnostylař dagestáské (avarské) národnosti, olympijský medailista z roku 2004. Od roku 2001 reprezentoval Uzbekistán.

## Sportovní kariéra
Volnému stylu se věnoval od 13 let. Připravoval se v Machačkale pod vedením Anvara Magomedgadžijeva. V roce 2000 si ho jako dorosteneckého mistra světa stáhli do své reprezentace představitelé Uzbekistánu. Nadále se připravoval v Machačkale. V roce 2004 startoval v uzbeckých barvách na olympijských hrách v Athénách. Po postupu ze základní skupiny v semifinále nečekaně porazil Íránce Alírezu Hajdárího. Jeho finálový soupeř Chadžimurat Gacalov se však zaskočit nenechal a po prohře získal stříbrnou olympijskou medaili. V dalších letech nejevil zájem o vrcholový sport a na významných akcích se neukazoval.

## Výsledky
| Turnaj            | 2001       | 2002       | 2003       | 2004       |
| Turnaj            | 18         | 19         | 20         | 21         |
| Turnaj            | těžká váha | těžká váha | těžká váha | těžká váha |
| ----------------- | ---------- | ---------- | ---------- | ---------- |
| Olympijské hry    |            |            |            | 2.         |
| Mistrovství světa | 9.         | 16.        | 30.        |            |